# Стоян Пумпалов
Стоян Пумпалов (роден на 20 октомври 1963 г.) е бивш български футболист, защитник.

## Кариера
В кариерата си Пумпалов играе за Дунав (Русе), Локомотив (Русе), Черноморец (Бургас), Левски (София), Славия (София), Академик (София)
и малтийския Пиета Хотспърс.
С Левски (Сф) е вицешампион през 1992, носител на купата на страната през 1992 г. Има 3 мача с 1 гол за КНК – 1 мача с 1 гол за Черноморец и 2 мача за Левски.
След края на кариерата си Пумпалов емигрира в САЩ. Дълго време е треньор, а впоследствие и директор на треньорите във ФК Принстън (Ню Джърси).

## Успехи
Левски (София)
- Купа на България:
  -  Носител: 1991/92